# Théodore Dubois
Françoise Clément Théodore Dubois (Rosnay, Marne, 24 d'agost de 1837 – París, 11 de juny de 1924) fou un compositor i organista francès.

## Biografia
Va estudiar inicialment amb Louis Fanart (director de cor de la catedral de Reims) i posteriorment al Conservatori de París on va ser alumne del pianista Anton-François Marmontel i d'Ambroise Thomas (fuga i composició). L'any 1861 va aconseguir el primer Premi de Roma amb la seua cantata Atala.
A partir de 1868 va ser mestre de capella a l'església parisenca de Santa Clotilde, després ho va ser de la Madeleine i l'any 1871 va succeir com a organista a César Franck a l'Església de Santa Clotilde. En aqueix mateix any, va ingressar com a professor d'harmonia i composició al Conservatori de París (uns dels seus alumnes van ser Hippolyte Mirande, Luis Sambucetti, 
 Auguste Chapuis, Dioníssios Lavrangas,Paul Dukas, Zygmunt Stojowski, Lucien Lambert, Charles Silver, Guy Ropartz Emile-Eugene-Alix Fournier i Xavier Leroux). Posteriorment, a partir de la mort del seu antic professor Thomas, el 1896, va assumir-ne la direcció, fins a l'any 1905. L'any 1877 va tornar a l'Església de la Madeleine, succeint com a organista a Camille Saint-Saëns. El 1894 va ser nomenat membre de l'Acadèmia de Belles Arts de París.
L'any 1905 va ser forçat a renunciar a la direcció del conservatori després d'haver rebutjat la candidatura de Maurice Ravel al Prix de Rome, fet que va crear una gran controvèrsia pública, que es va veure incrementada per una carta oberta del novel·lista i musicòleg Romain Rolland. Gabriel Fauré el va succeir.

## Obres

### Òpera
- Aben Hamed (1884)
- Frithjof (1892)

### Opéra-comique
- La Guzla de l'émir (1873)
- Le Pain bis (1879)
- Xavière (1895)

### Ballet
- La Farandole (1883)

### Oratoris
En total 3, entre ells: 
- Les 7 paroles du Christ (1867), la seua obra més popular
- Le Paradis perdu (1878)

### Altres
- Obres de música simfònica (entre elles 3 simfonies)
- Obres per a piano i orgue (la seua Toccata per a orgue, de 1889, és una de les seues obres més interpretades)
- Misses
- Nombrosos motets.